# Comuna Vrhnika
Vrhnika (Občina Vrhnika) este o comună din Slovenia, cu o populație de 17.729 de locuitori (2002).

## Localități
Bevke, Bistra, Blatna Brezovica, Drenov Grič, Jamnik, Jerinov Grič, Kurja vas, Lesno Brdo, Mala Ligojna, Marinčev Grič, Mirke, Mizni Dol, Padež, Podlipa, Pokojišče, Prezid, Sinja Gorica, Smrečje, Stara Vrhnika, Strmica, Trčkov Grič, Velika Ligojna, Verd, Vrhnika, Zaplana, Zavrh pri Borovnici.